# Luís Bocanegra

Brasão de Armas da Casa de Portocarrero

Luís Bocanegra foi um nobre medieval e VII Senhor de Moguer.
Com a chegada de Luís Bocanegra ao poder no Senhorio de Moguer, foi unido numa só pessoa o morgadio de Moguer e o Senhorio de Palma del Río, fundado pelo seu pai, Micer Egídio que tentou anexar, embora sem êxito Villanueva del Fresno por via do casamento com Maria Portocarreiro.
Esteve no entanto pouco tempo à frente dos seus domínios, visto que em 1442, fez o seu testamento indicando como sucessor em todos os seus bens e Senhorios, o seu irmão, Martin Fernandes de Portocarreiro, debaixo, embora da tutela Pedro Fernandes de Velasco, conde de Haro, da tia deste e de seu primo, João de Gusmão, conde de Niebla.
Martín Fernandes Portocarreiro foi assim o VIII Senhor de Moguer, no entanto só o seria até 1444, ano que a sua prima e filha de Pedro Fernández Portocarreiro, Maria Portocarreiro, irmã de Joana de Portocarreiro, assume o poder e se torna a VII Senhora de Moguer.